# Берёзовый сок

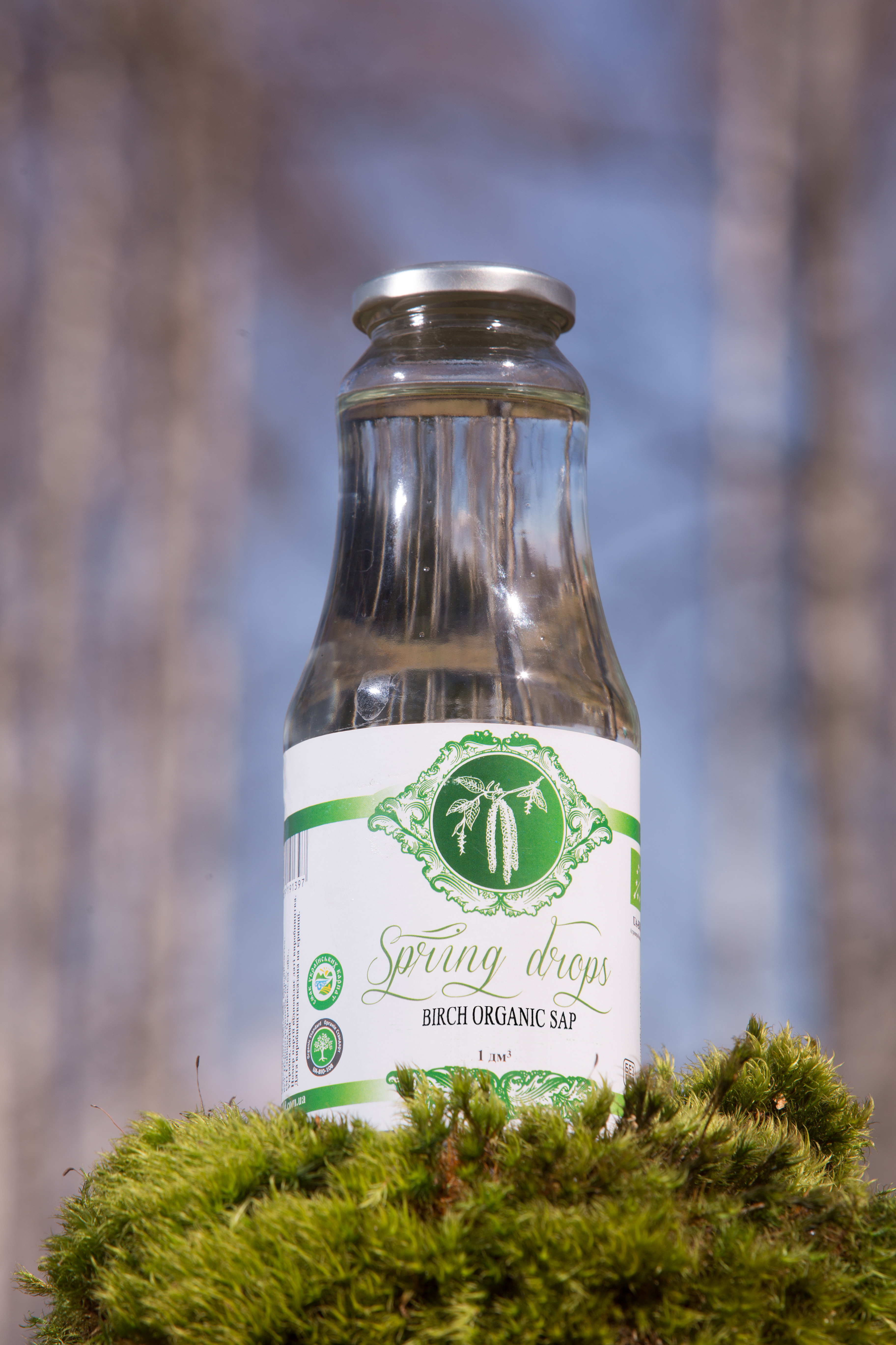
Бутылка натурального берёзового сока

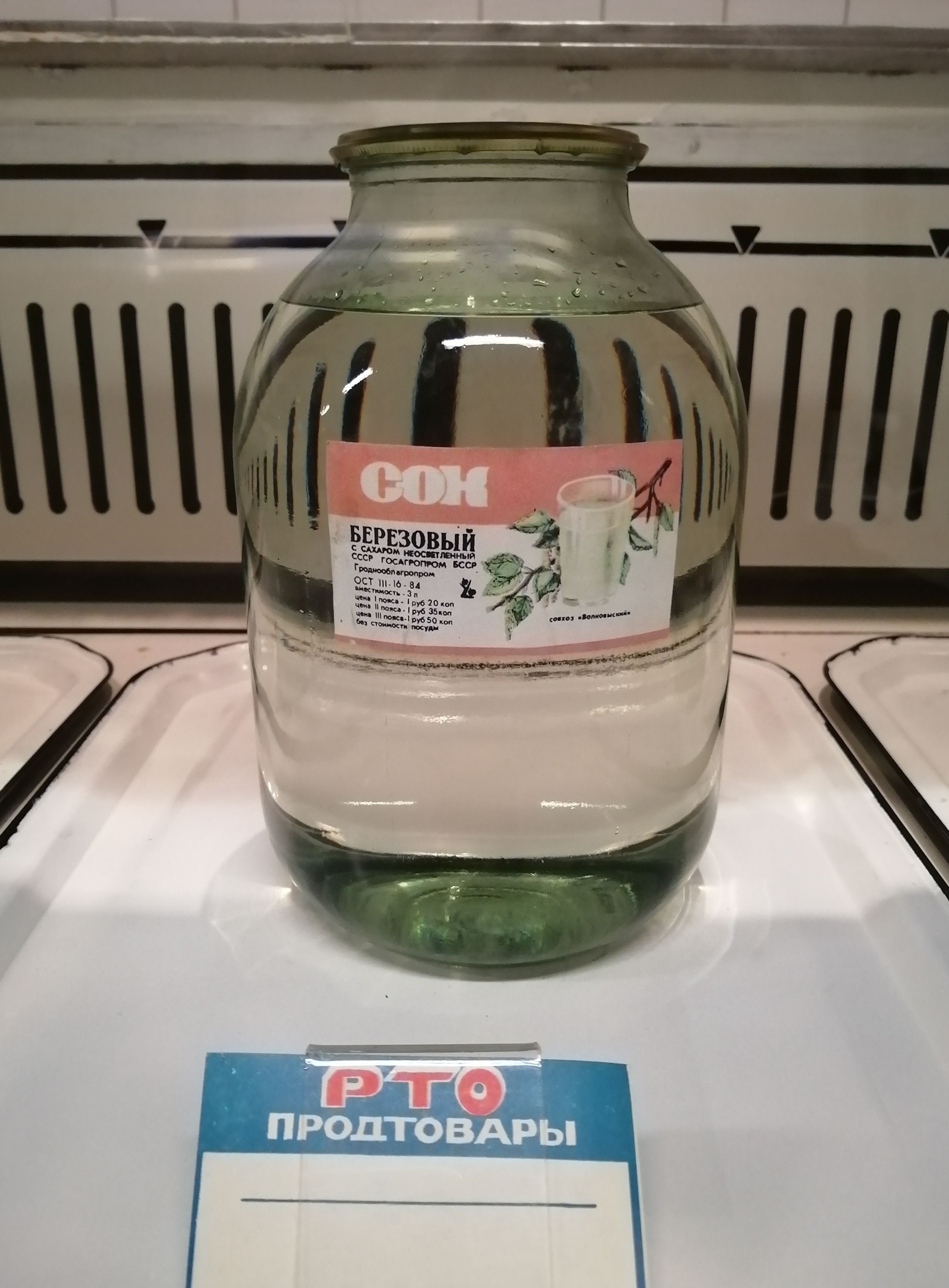
Банка ёмкостью 3 литра, именно в такой таре продавался берёзовый сок в Советском Союзе

Берёзовый сок — жидкость, вытекающая из перерезанных и надломленных стволов и ветвей берёзы под действием корневого давления; широко использовался в качестве напитка в СССР в середине XX века, содержит витамин B6.
Сокодвижение начинается весной с первыми оттепелями и продолжается до распускания почек. Обычно с берёзы получают 2—3 литра сока в сутки. Крупное дерево может дать в сутки около семи и более литров сока. Во избежание гибели деревьев не рекомендуется брать сок у молодых деревьев. Сок обычно добывают надрезая или надрубая кору дерева. В прорезь вставляется алюминиевый или пластмассовый желобок, по которому сок стекает в подвешенную ёмкость. Иногда сок добывают, обрезая небольшие ветки и прикрепляя к месту среза полиэтиленовый пакет. После получения нужного количества сока прорезь замазывают воском, садовым варом или затыкают мхом.
Берёзовый сок можно собирать также более цивилизованным и продуктивным способом, нанося дереву меньший урон. Дрелью высверливают наклонное отверстие в стволе глубиной 2—5 см, в него вставляют пластиковый наконечник системы для капельницы (сверло должно иметь тот же диаметр, чтобы наконечник входил в отверстие плотно), другой конец системы опускают в бутылку (предварительно следует удалить иглу с резиновым переходником). С крупной берёзы таким образом можно собирать около 3—5 литров сока в сутки. После окончания сезона сбора сока систему удаляют, а в отверстие плотно забивают короткую сухую веточку (через некоторое время она разбухает, и сок из отверстия больше не течёт). Палочку предварительно смазывают садовым варом для предотвращения заражения и гибели дерева.
После вырубки берёз может быть организован сбор сока из пней. Сбор берёзового сока начинается в апреле и заканчивается в мае, в зависимости от погодных условий местности.
C точки зрения законодательства, берёзовый сок в настоящее время причисляется к пищевым лесным ресурсам. В некоторых регионах промышленная заготовка сока разрешается в лесах, запланированных под вырубку в ближайшие 5 лет.

## Состав сока

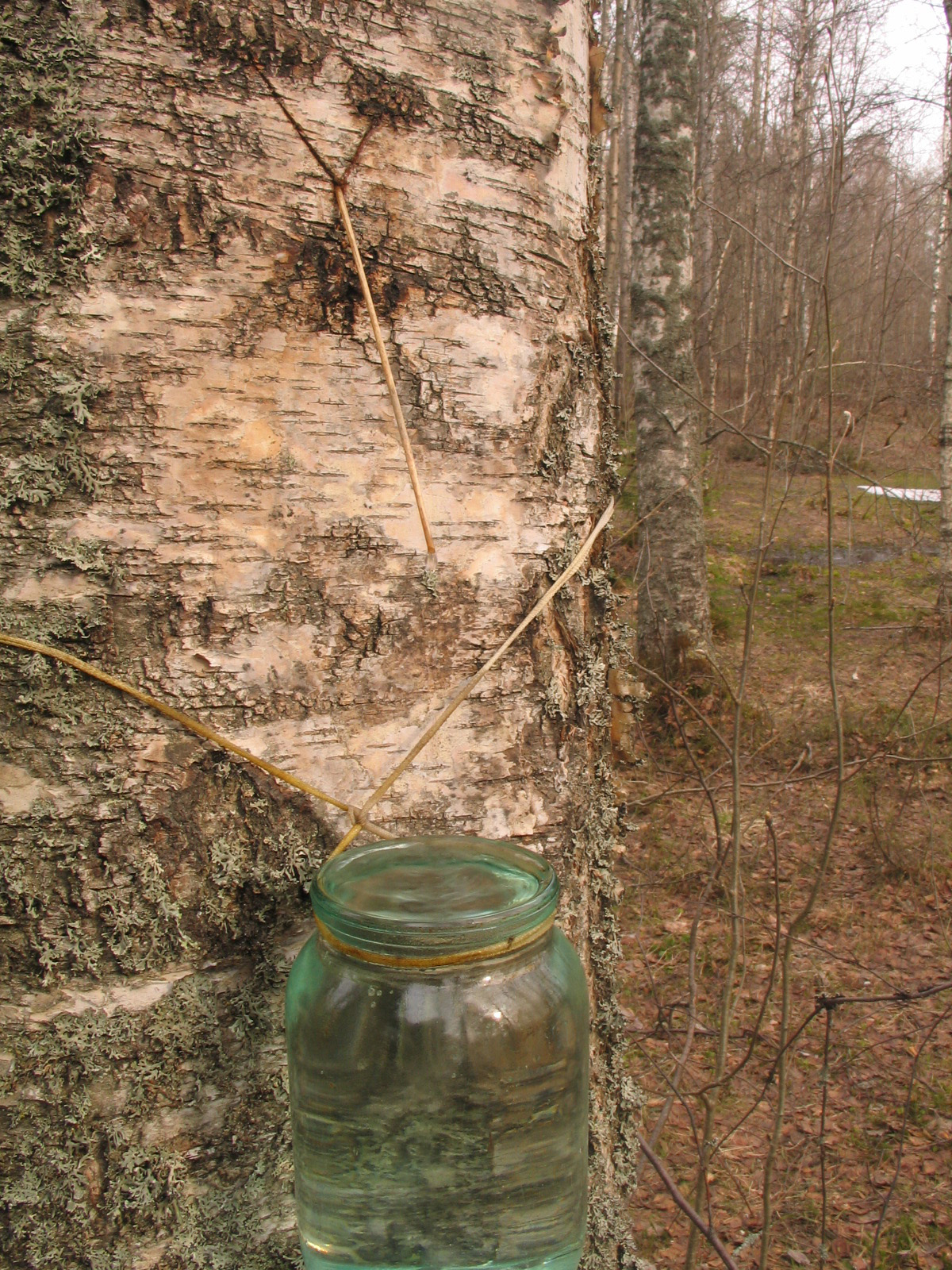
Сбор берёзового сока с дерева

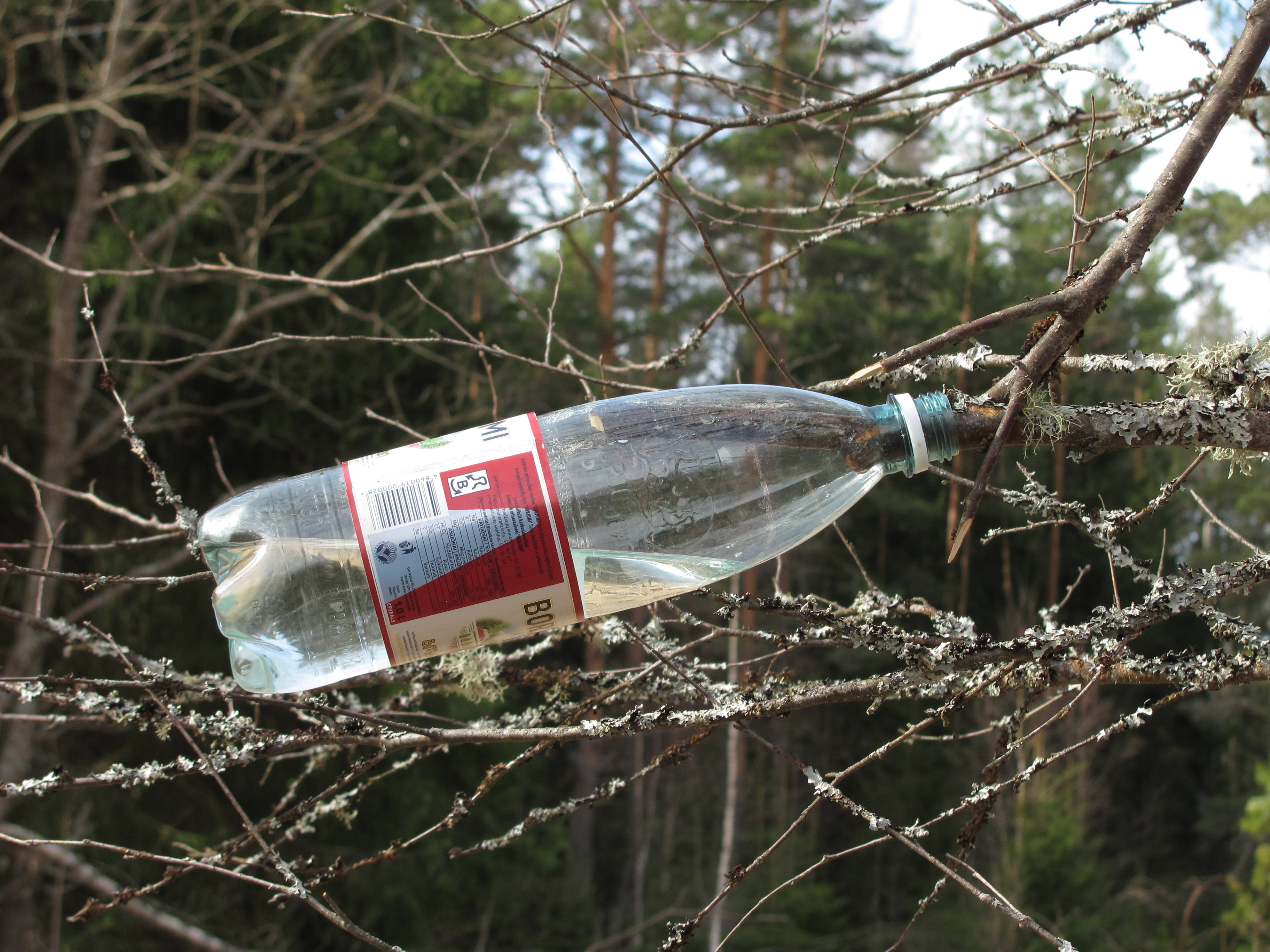
Сбор берёзового сока с отломанной ветки

- Плотность сока — 1,0007—1,0046 г/мл.
- Содержание сухих веществ — 0,7—4,6 г/л.
- Содержание золы — 0,3—0,7 мг/л.
- Общее содержание сахаров — 0,5—2,3 % (0,43—1,13 %[1]).
- Среди органических веществ отмечают эфирные масла, витамины, сапонины, бетулин[источник не указан 812 дней], более 10 органических кислот.

## Применение

### Напитки и другие продукты
Берёзовый сок содержит от 0,5 до 2 % сахара и используется как самостоятельно, так и для приготовления разных напитков. Правильно собранный берёзовый сок сладковат на вкус и имеет очень приятный специфический привкус, он отлично бродит. В забродивший сок летом добавляют фруктовые соки и через некоторое время получается слабоалкогольный напиток без искусственного добавления дрожжей и сахара. Арабский путешественник и писатель 1-й половины X века Ибн Фадлан, побывавший с посольством в восточной Европе, писал в своём отчёте «Рисала»:
Я видел у них неизвестное мне дерево необыкновенной вышины: ствол его без листьев, а вершина его подобна пальмовой, листья его тонки, но собраны вместе. Они приходят к известному им месту в стволе этого дерева, пробуравливают его и подставляют сосуд, в который течёт из пробуравленного отверстия жидкость, превосходящая мёд; если человек пьёт её много, то пьянеет как от вина.

#### Вино
В старинных книгах встречаются рецепты изготовления вин из берёзового сока. В одной из документальных книг писатель Евгений Пермяк описывает изготовление из берёзового сока искристого вина. Напиток назывался «БерСо». Имеется свидетельство о (вероятно опытном) производстве берёзового вина в 1937 году на лесохимической станции под Свердловском.

Ср. также у Державина, «Евгению. Жизнь Званская»: 
Но молча вдруг встаем: бьет, искрами горя,
Древ русских сладкий сок до подвенечных бревен;
За здравье с громом пьем любезного царя,
Цариц, царевичей, царевен.

#### Сироп
В США, России, Канаде, Восточной Европе из берёзового сока варят берёзовый сироп по аналогии с кленовым. Сироп получают методом упаривания свежесобранного сока, из 100—110 литров берёзового сока получается 1 литр сиропа, концентрация сахаров в сиропе должна быть не менее 66 % по шкале Брикса. Цвет сиропа меняется от тёмно-янтарного в начале сезона варки до чёрного к концу сезона, берёзовый сироп будет в любом случае темнее кленового, так как сахаристость берёзового сока ниже, соответственно его нужно дольше варить до готовности, из-за чего сахар в соке карамелизируется сильнее. Вкус сиропа также меняется в течение сезона, но в целом сироп имеет нежный карамельный вкус с лёгкой кислинкой и приятным древесным послевкусием, кислинка и послевкусие усиливаются к концу сезона. Всего в мире около 20 производителей берёзового сиропа, как правило, это небольшие фермерские хозяйства. В России берёзовый сироп производится в Кадыйском районе Костромской области на предприятии «Льговская пасека».
Берёзовый сироп используют в кулинарии и в качестве подсластителя для каш, творога, сыра, блинчиков и оладий, а также в качестве добавки к горячим и холодным напиткам.

#### Квас
В 1946 г. институт питания АМН СССР рекомендовал способ приготовления берёзового кваса. В 1968 г. ВНИИПБП (институт пиво-безалкогольной промышленности) разработал технологию производства кваса из берёзового сока. В сок добавляли сахар, дрожжи и молочнокислые бактерии. После брожения квас охлаждают до 6 °C, декантируют, подслащивают, разливают в бутылки и укупоривают.

#### Другие применения
Берёзовый сок в кулинарии также используют для самогоноварения и приготовления окрошки.

### В народной медицине и косметологии
В берёзовом соке содержится фруктовый сахар, дубильные вещества, витамины и микроэлементы. В народной медицине рекомендуется как общеукрепляющее и мочегонное средство, а также применяется наружно при экземе и кожном лишае, при угрях и пигментных пятнах. Косметологи рекомендуют умываться берёзовым соком с целью общего улучшения состояния кожи лица даже при отсутствии заболеваний. Сохранить сок берёзы на длительное время для умываний можно в виде берёзового льда. Для этого следует заморозить берёзовый сок в формочках и использовать его как косметический лёд.
Сок берёзы используется и для мытья головы с целью укрепления волос. В литературе упоминается антиоксидантная и противоопухолевая активность берёзового сока. Рекомендуется пить его также при разнообразных болезнях дыхательной системы, включая туберкулёз; камнях в почках и жёлчном пузыре, подагре, ревматизме, отёках, незаживающих ранах и язвах.
С точки зрения фитотерапии берёзовый сок — одно из лучших природных средств для улучшения обмена веществ. Несмотря на то, что берёзовый сок схож с водой, он отлично бродит и оказывает положительное влияние на работу желудка.

## Берёзовый сок в СССР иСНГ

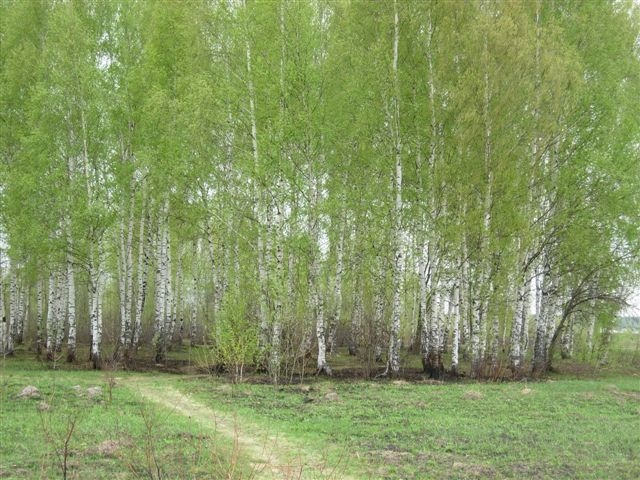
Берёза — не только символ России, но и источник берёзового сока

В СССР было налажено промышленное производство дешёвого консервированного берёзового сока, разливавшегося в трёхлитровые стеклянные банки (стакан сока стоил 8 копеек, это был самый дешёвый сок).
Наиболее развита была добыча берёзового сока в Белоруссии, на севере Украины и в средней полосе европейской части России. Период наиболее интенсивного сокодвижения в климате указанных стран длится 10—15 дней. Общий сезон подсочки берёзы и клёна, в течение которого производят извлечение сока, длится 30—35 дней
После распада СССР производство сока было резко снижено, и сегодня он менее доступен.
Берёзовый сок добывается и выпускается несколькими комбинатами, обычно — в бутылках полуторалитрового объёма (однако на Украине чаще встречается в трёхлитровых банках), а также в картонной упаковке.
В России производство берёзового сока наиболее развито в Ленинградской области, где КФХ «Фестиваль берёзового сока» заготавливает берёзовый сок-сырец и продаёт в замороженном виде. В Белоруссии производство берёзового сока развито в г. Молодечно и Быхове (где он выпускается как в натуральном виде, так и в составе соков и настоев — с душицей, шиповником, зверобоем, чабрецом). Борисовский консервный завод выпускает берёзовый сок в асептической таре, надолго сохраняющей его полезные свойства.
Помимо чистого берёзового сока, продаются его настои на шиповнике, мяте, чёрной смородине.

### Фестиваль берёзового сока

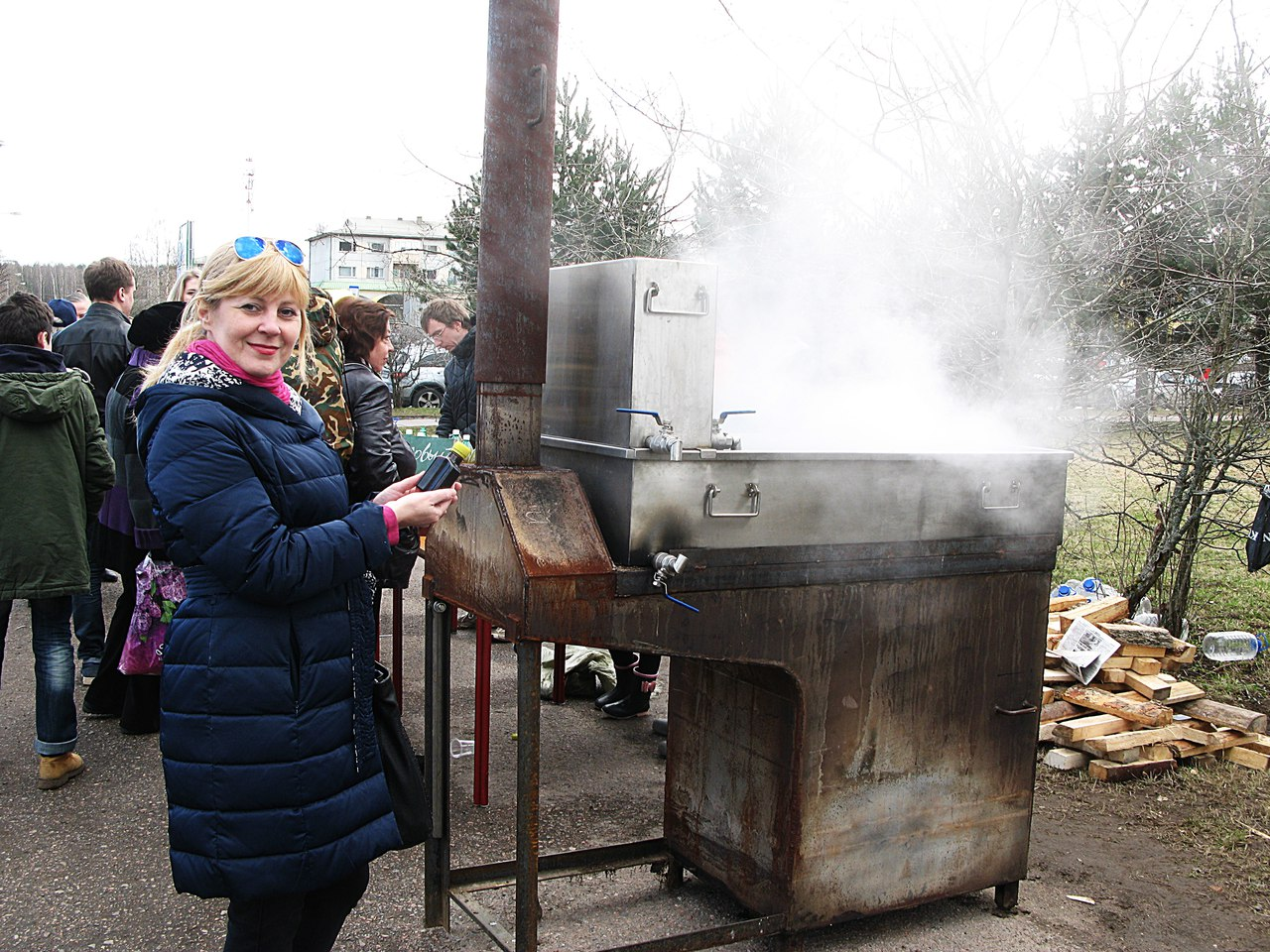
На фестивале берёзового сока 2016 года

В конце апреля в России (Ленинградская область) проводится ежегодный Фестиваль берёзового сока. В фестивале могут принимать участие детские и взрослые коллективы самодеятельного народного творчества, отдельные авторы и отдельные исполнители, мастера декоративно-прикладного и художественного творчества, организации, представляющие соответствующие промыслы и ремесла, мастера по сбору, приготовлению и консервации берёзового сока независимо от ведомственной принадлежности, без ограничения возраста и количества. Фестиваль включает в себя секции берёзового сока, кваса, сиропа, чаги. На фестивале демонстрируется работа берёзового сокопровода, соединяющего в единую систему около 40 берёз и имеющего скорость потока более 7 литров в час, выпаривателя берёзового сиропа.
В 2014 г. Фестиваль собрал более 300 участников, 10 творческих коллективов. В 2015 г. Фестиваль собрал более 20 творческих коллективов и 600 участников. В 2016 г. Фестиваль прошёл на двух площадках — в г. Всеволожске Ленинградской области и в г. Переславле-Залесском Ярославской области, собрав более 1000 участников. Составной частью III Фестиваля берёзового сока стала I мировая битва берёзовых сиропов, победу в дегустационном конкурсе одержал канадский сироп, второе и третье место с незначительным отставанием заняли американский и российский берёзовые сиропы.

## Аналоги берёзового сока
Сокодвижение весной происходит у всех деревьев, но в качестве напитка, кроме берёзового, употребляется сок американского (ясенелистного) клёна (Acer negundo) и сахарного клёна (Acer saccharum). В непромышленных объёмах, для собственного употребления и для применения в народной фитотерапии, сок издавна добывается также с ели, сосны, липы, дуба, плодовых деревьев, причём соками указанных деревьев питаются не только люди, но и звери, птицы, насекомые.
В России сок клёна добывают редко, объём заготовок несравним с берёзовым. Это объясняется тем, что сахарный клён наиболее распространён в Северной Америке, а другие виды клёна не столь быстрорастущи и потому не так продуктивны по соку. Однако, несмотря на небольшие объёмы добычи кленового сока в России, в Ленинградской области не только заготавливают кленовый сок-сырец, но также варят и кленовый сироп. С приближением лета темпы и объёмы сокодвижения в стволе замедляются, сок указанных деревьев минерализуется, густеет, концентрация сахаров в нём снижается, и становится непригодным для питья, на этом сезон сбора сока заканчивается.
На юго-востоке Канады и северо-востоке США (особенно в штате Вермонт), наоборот, кленовый сок широко используется, в основном, для получения сиропа.

## Берёзовый сок в искусстве
- Советский поэт Степан Щипачёв написал повесть «Берёзовый сок».
- В кинофильме «Мировой парень» (1971) ансамбль «Песняры» исполняет песню «Берёзовый сок» Вениамина Баснера на стихи Михаила Матусовского.
- В кинофильме «Ошибка резидента» прозвучала песня в исполнении Михаила Ножкина[18] (автор музыки и слов — Евгений Агранович, некоторые приписывают авторство музыки Ножкину).